# Косашвили, Йона
Йона Косашвили (род. 3 июля 1970, Тбилиси) — израильский шахматист, гроссмейстер (1993). Доктор медицины.
С 1972 живет в Израиле.
В составе сборной Израиля участник 2-х Олимпиад (1990 и 1998). На 29-й Олимпиаде (1990) в Нови-Саде показал 2-й результат на своей доске.
Йона Косашвили — хирург-ортопед, специализируется в артроскопии и полной замене суставов. Работает в больнице «Бейлинсон» Медицинского центра имени Ицхака Рабина.
Женат на международном мастере Софии Полгар. У пары двое детей, Алон (2000) и Йоав (2003).

## Изменения рейтинга
| Графики недоступны из-за технических проблем. См. информацию на Фабрикаторе и на mediawiki.org. |